# Knivmagnet
En knivmagnet er en magnetisk holder til køkkenknive.